# Franz Herrig
Franz (Michael) Herrig (* 26. Juli 1906 in Trier; † 17. Mai 1961 ebenda) war ein deutscher Politiker (SPD).

## Leben
Herrig besuchte die Volksschule und machte eine Maurerlehre in Luxemburg. Danach arbeitete er dort als Maurerpolier. Nach der Rückkehr nach Deutschland war er von 1938 bis 1941 Maurer und Maurerpolier bei verschiedenen Firmen, leistete von 1941  bis 1942 Kriegsdienst, war 1943 technischer Angestellter bei der Flugplatzverwaltung Trier, 1947 technischer Angestellter beim Wohnungsamt und von 1948 bis 1961 beim Baupolizeiamt Trier.
Vor 1933 war er Mitglied der SPD. Von 1938 bis 1944 war er Mitglied der DAF und von 1942 bis 1944 der NS-Kriegsopferversorgung. Nach 1945 trat er erneut der SPD bei.
Vom 4. November 1949 bis 17. Mai 1951 war er als Nachfolger des ausgeschiedenen Abgeordneten Peter Jacobs Mitglied des Landtags Rheinland-Pfalz. Im Landtag war er Mitglied im Agrarpolitischen Ausschuss.